# 安井仙知仙角
（1764年—1837年），日本圍棋棋手，生於江戶，一說武藏國，為安井家的分家坂口家第一世家督坂口仙德的長子，本名坂口仙知。
九歲時坂口家獲得出賽御城碁的機會，年幼即發揮其圍棋才能。1780年，安井家家督仙哲突然去世，並沒立定跡目，於是在第五世安井仙角（坂口仙德師父，同意仙德自成一家者，當時已退休）的安排下，仙知繼任為安井家家督，是為第七世安井仙角，為了與兩位以仙角為名的先祖區別，多稱仙知仙角。坂口家此時也獲得圍棋四大家的認可。
仙知仙角被認為是第一位使用高棋位、大模樣的棋士，其仙知流在當時壓倒性的戰勝所有碁豪（对本因坊烈元16勝2敗1和、对服部因徹（因淑）7勝3敗、对水谷琢元4勝1敗1和、对本因坊烈元的跡目候補河野元虎に9勝2敗），1802年與本因坊烈元同時晉升準名人，其華麗的棋風帶動了安井家的興盛。以其實力，加上天下無敵手，仙知仙角本大有理由就任本因坊察元死後空下的名人碁所，但是仙知仙角生性淡泊，加上其徒中野知得實力更勝自己，於是1800年立知得為跡目，1815年退休，還名安井仙知，而知得繼任後是為第八世安井仙知，兩者為了區分，仙知仙角又稱大仙知。
退休後，並不關心碁界事宜，對於之後的本因坊元丈、知得之爭，與本因坊丈和奪取名人之事均保持中立態度，專心培養自己的兒子坂口虎次郎，之後成為坂口家第三世家督（後來坂口家改為阪口家）。1837年去世。

## 其他

### 歷年御城碁成績
1780年 受二子中盘胜 林祐元；
1780年执白2目胜林门悦； 
　　1782年 执白中盘胜 林门悦 ；
1783年受二子中盘胜 本因坊烈元；
1783年执黑中盘胜 河野元虎；
1784年执黑12目胜 本因坊烈元；
1784年 受二子中盘胜 本因坊察元；
1785年执黑17目胜 井上因达；
1785年执白中盘胜 河野元虎；
1786年执白中盘负 河野元虎；
1787年 执白中盘胜 林门悦 ；
1790年执白5目负 河野元虎；
1791年执白和 井上因达；
1792年执白中盘胜 本因坊烈元；
1792年执白中盘胜 河野元虎；
1793年执黑15目胜 河野元虎
1794年让二子2目胜井上春策；
1795年 执白中盘胜 林门悦 ；
1796年执白中盘目胜井上春策；
1797年让二子2目负井上春策；
1798年执白5目负本因坊元丈；
1799年执黑4目胜 本因坊烈元；
1801年执白中盘负八世井上因达；
1802年让二子6目负井上春策；
1803年执白1目负本因坊元丈；
1805年执白和林门悦；
1806年让三子中盘负林铁元；
1809年执白2目胜林门悦；
1810年让二子5目负井上因达；
　总成绩29战18胜2和9负；其中受子棋3战3胜；让子棋1胜5负；对子棋20战14胜2和4负；

### 生涯名局
1792年11月17日御城棋执白中盘胜本因坊烈元,仙知开局气势宏大,中盘战在复杂的乱战中以力取胜

### 棋風介紹
大仙知棋风华丽，布局喜走四、五线高位，善于在中盘时利用大模样攻击对手，十四世本因坊秀和评论道：“若论当代华美之棋艺，无人能出七世安井仙知之右者，观古今棋,他最富变化”

## 外部連結
日本圍棋故事